# Cosmosoma achemonides
Cosmosoma achemonides là một loài bướm đêm thuộc phân họ Arctiinae, họ Erebidae.